# Hymne an Deutschland
Die Hymne an Deutschland (Land des Glaubens, deutsches Land …) ist ein Lied, das nach dem Wunsch des damaligen Bundespräsidenten Theodor Heuss die Nationalhymne der Bundesrepublik Deutschland hätte werden sollen.
Der Text des Gedichtes wurde von Rudolf Alexander Schröder im Jahr 1950 verfasst; die Melodie stammt von Hermann Reutter. Als Komponisten hatte Heuss ursprünglich Carl Orff vorgesehen; dieser verwies Heuss jedoch an Reutter. Zum ersten Mal der Öffentlichkeit präsentierte Heuss das Lied im Anschluss an seine im Rundfunk übertragene Neujahrsansprache zum Jahreswechsel 1950/51. Er konnte sich damit jedoch nicht durchsetzen; es wurde als „schwäbisch-protestantischer Nationalchoral“ bezeichnet und als „Theos Nachtlied“ verspottet. Im Jahr 1952 kamen Heuss und Bundeskanzler Konrad Adenauer schließlich in einem Briefwechsel überein, das Deutschlandlied von Heinrich Hoffmann von Fallersleben als deutsche Nationalhymne anzuerkennen.
Die drei Strophen haben jeweils eine der christlichen Tugenden aus dem Hohen Lied der Liebe im 1. Korintherbrief (1 Kor 13,13 ) Glaube, Hoffnung, Liebe als Leitwort: Land des Glaubens, deutsches Land – Land der Hoffnung, Heimatland – Land der Liebe, Vaterland.
In der ursprünglichen Fassung Schröders begannen die drei Strophen mit „Herz der Treue, Vaterland“ / „Herz der Hoffnung, Heimatland“ / „Herz der Liebe, deutsches Land“. Heuss bestand jedoch auf den christlichen Werten Glaube / Hoffnung / Liebe aus dem 1. Korintherbrief. Schröder protestierte gegen diese Verchristlichung seines Textes; Heuss’ Formulierung übernehme „zu willkürlich eine sakral gewordene Formel vom religiösen aufs säkulare Gebiet“. Heuss begründete dagegen in einem Brief an Schröder den von ihm gewünschten Liedanfang Land des Glaubens mit einer „spezifisch-religiöse[n] Mächtigkeit“, die im deutschen Wesen vorhanden sei.